# Тала (гидроэлектростанция)
Проект гидроэлектростанций Тала (англ. Tala Hydroelectricity Project) является крупнейшим проектом в области гидроэнергетики между Бутаном и Индией. На ГЭС ежегодно производится 4865 млн кВт·ч электроэнергии, которая вся идёт на экспорт в Индию. Тала расположен в дзонгхаге Чукха на западе Бутана. Он расположен на реке Вонгчу на высоте 860 м.
ГЭС имеет дамбу высотой 92 м и 22-километровый подводящий тоннель. Под землёй расположены шесть генераторов мощностью 170 МВт. Три линии по 440 кВт поставляют электроэнергию в Индию. К 2020 году Бутан планирует экспортировать 10 000 МВт электроэнергии.
Первоначально ГЭС планировали ввести в строй в 2005 году, но из-за геологических проблем запуск был отложен до марта 2007 года. Также была пересмотрена смета расходов. Если сначала проект оценивался в 14 млрд нгултрумов (300 млн долларов США), то затем его стоимость возросла до 40 млрд нгултрумов. ГЭС была торжественно открыта в мае 2008 года премьер-министрами Бутана и Индии.